# Neuhaus am Inn
Neuhaus am Inn é um município da Alemanha, situado no distrito de Passau, no estado da Baviera. Tem 30,90 km² de área, e sua população em 2019 foi estimada em 3.394 habitantes.